# Jeannette Campbell
Jeannette Campbell (n. 8 martie 1916, Saint-Jean-de-Luz, Aquitaine, Franța – d. 15 ianuarie 2003, Buenos Aires, Argentina) a fost o înotătoare ce a reprezentat Argentina, medaliată olimpică. A participat la o ediție a Jocurilor Olimpice (1936) în care a câștigat o medalie de argint.

## Participări
Lista de mai jos prezintă principalele competiții la care a participat Jeannette Campbell de-a lungul carierei.
- Olympische Sommerspiele 1936/Schwimmen – 100 m Freistil (Frauen)[*]